# Lamina midollare esterna
La lamina midollare esterna è una sottile lamina di sostanza bianca che, insieme alla lamina midollare interna, forma la sostanza bianca intratalamica.
È posta in vicinanza della faccia laterale del talamo, la sua funzione è quella di separare il nucleo lenticolare del talamo e il subtalamo da tutta la restante parte del talamo stesso.